# Thief (herní série)
Thief je série her ve stylu stealth, kde hlavní postavou je Garrett – zloděj žijící ve fantasy/steampunkovém světě, v době mezi pozdním středověkem a Viktoriánskou érou. Série se skládá z původní trilogie vydané mezi lety 1998 a 2004 a čtvrté hry z roku 2014. Sérii vyvíjely různé společnosti, poslední hru vyvinula společnost Eidos Montréal.

## Hry
- Thief: The Dark Project (1998) – společnost Looking Glass Studios
- Thief II: The Metal Age (2000) – společnost Looking Glass Studios
- Thief: Deadly Shadows (2004) – společnost Ion Sturm Austin
- Thief (2014) – společnost Eidos Montréal

## Postavy
Hlavní postavou série je zloděj Garrett. Za Garetta hraje hráč celou dobu, ve všech hrách série. Dále se v sérii vyskytuje Viktoria, vodní nymfa, hlavní antagonista série.
Další postavy:
- Artemus – v první hře vystupuje jako učitel Garetta.
- Orland
- Caduca
- Gamall
- Benny
- Basso